# Estouches
Estouches – miejscowość i dawna gmina we Francji, w regionie Île-de-France, w departamencie Essonne. W 2016 roku populacja ówczesnej gminy wynosiła 255 mieszkańców. 
W dniu 1 stycznia 2019 roku z połączenia dwóch ówczesnych gmin – Estouches oraz Méréville – powstała nowa gmina Le Mérévillois. Siedzibą gminy została miejscowość Méréville. 